# ساسي بولطيف
ساسي بولطيف ولد في جيجل في 9 جانفي 1983، هو لاعب كرة يد دولي جزائري يلعب مع نادي تريمبلي اون الفرنسي.

## الانجازات مع المنتخب

### بطولة العالم
- المركز 19 في بطولة العالم 2009
- المركز 15 في بطولة العالم 2011
- المركز 17 في بطولة العالم 2013
- المركز 24 في بطولة العالم 2015

### بطولة أفريقيا
- الميدالية البرونزية في بطولة أفريقيا 2010
- الميدالية الفضية في بطولة أفريقيا 2012
- الميدالية الذهبية في بطولة أفريقيا 2014
- نصف النهائي في بطولة أفريقيا 2016

## روابط خارجية
- ساسي بولطيف على موقع الاتحاد الفرنسي لكرة اليد (الفرنسية)